# Dorfkirche Wilsickow

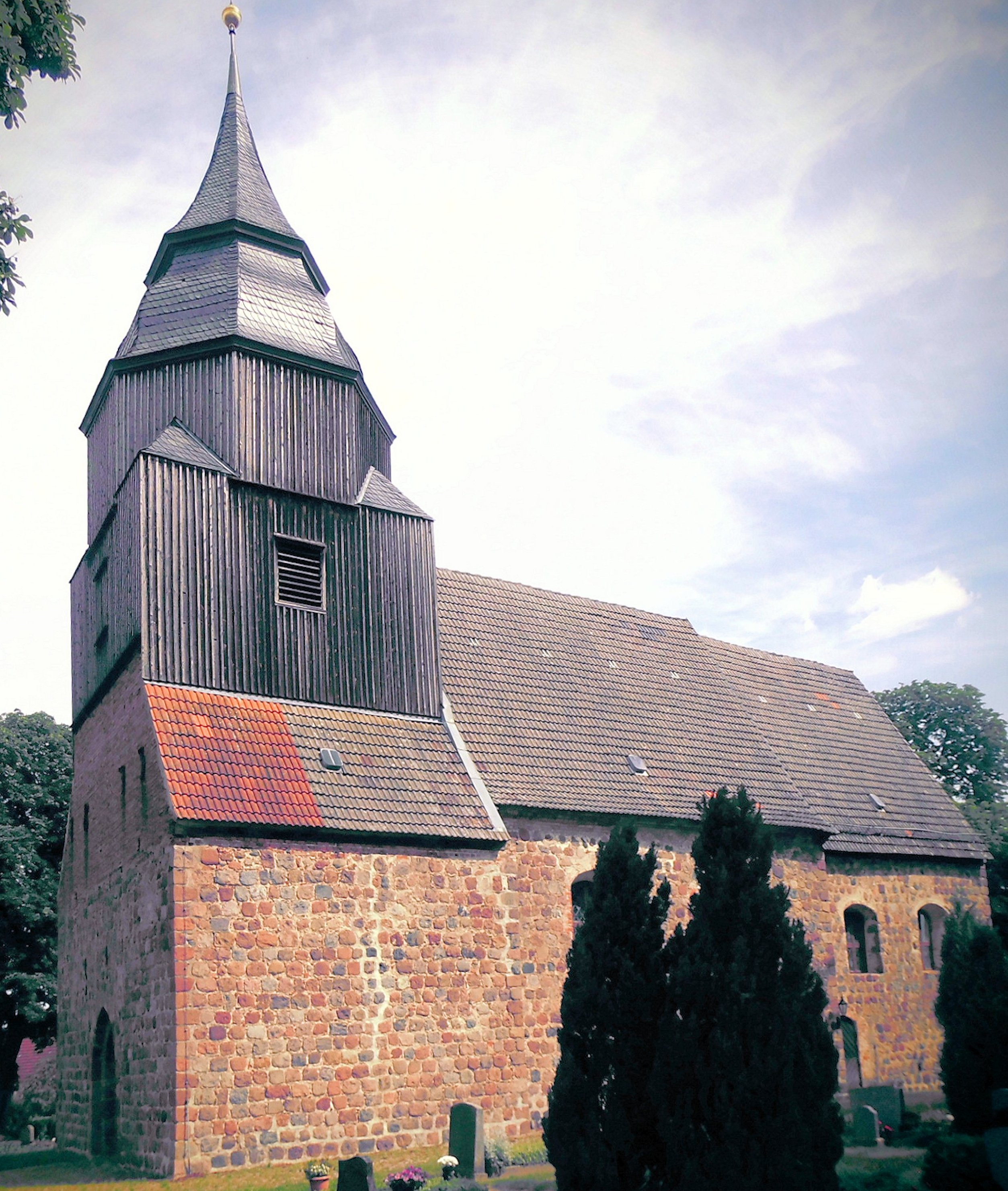
Dorfkirche Wilsickow

Die evangelische Dorfkirche Wilsickow ist eine gotische Saalkirche im Ortsteil Wilsickow der Gemeinde Uckerland im Landkreis Uckermark in Brandenburg. Sie gehört zur Kirchengemeinde Hetzdorf in der Propstei Pasewalk im Pommerschen Evangelischen Kirchenkreis der Evangelisch-Lutherischen Kirche in Norddeutschland (Nordkirche).

## Geschichte und Architektur
Die Kirche ist eine Saalkirche aus Feldsteinmauerwerk mit eingezogenem Rechteckchor und polygonaler Apsis mit Strebepfeilern sowie einem über die Schiffsbreite vortretendem Westturm aus der zweiten Hälfte des 13. Jahrhunderts.
Der gedrungene, verbretterte quadratische Turmaufsatz mit kurzem, oktogonalem Obergeschoss und geschweifter Haube stammt aus dem 18. Jahrhundert, gleichzeitig wurden die kurzen Fenster stichbogig verbreitert; Der Westgiebel wurde 1873 in Backstein erbaut, die Sakristei nach 1920 erneuert. Gestufte Spitzbogenportale erschließen die Kirche im Westen, Süden und Norden; auf der Nordseite und im Apsisscheitel sind die ursprünglichen Spitzbogenfenster erhalten.
Innen schließt eine kassettierte Holzdecke des 18. Jahrhunderts den Raum ab, die Apsis ist mit einer Spitzbogenkonche geschlossen; ein spitzbogiger Triumphbogen gliedert den Raum, die Öffnung zum Turm wurde später vermauert. In den Jahren 1988–1993 wurden mittelalterliche Wandmalereien aus der Bauzeit aufgedeckt: die Einfassung von Apsisbogen und -fenstern mit rot-weißem Farbwechsel, im Gewölbe gemalte Rippen und umlaufender Rautenfries sowie Christus der Apokalypse mit Schwert im Mund in mandorlaförmigem Medaillon; an der Schiffsnordwand ist der Heilige Christophorus dargestellt; diese Malerei stammt vom Ende des 15. Jahrhunderts.

## Ausstattung
Das Hauptstück der Ausstattung ist ein spätgotischer Schnitzaltar aus der Zeit um 1520, der im Schrein die Einhornjagd zeigt, seitlich davon sind Nikolaus und ein gekrönter Heiliger mit Schwert dargestellt, diese sind ikonographisch dem Schnitzaltar in der mecklenburgischen Dorfkirche Lübbersdorf verwandt; in den Flügeln sind vier Szenen aus dem Marienleben zu sehen. Im Jahr 1580 wurde der Altar ergänzt um die Predella mit Abendmahlsbild und den Aufsatz (jetzt an der Chornordwand) mit Bildern von Kreuzigung, Maria und Johannes.
Die schmucklose hölzerne Kanzel mit Schalldeckel, eine achteckige hölzerne Taufe und die Westempore auf Säulen stammen aus dem 18. Jahrhundert. Zwei Stühle mit geschnitzten Lehnen und Volutenfüßen wurden ebenfalls im 18. Jahrhundert geschaffen. Elf Kabinettscheiben aus dem 17./18. Jahrhundert sind in den Apsis- und Chorfenstern erhalten.
Die Orgel ist ein Werk von August Ferdinand Dinse aus dem Jahr 1865 mit zehn Registern auf zwei Manualen und Pedal.
Eine  silberne Patene stammt aus dem 18. Jahrhundert, eine Taufschale aus Messing aus dem 17. Jahrhundert. Eine zinnerne Schale datiert auf das Jahr 1686, eine Glocke wurde im 15./16. Jahrhundert geschaffen.